# في إكس (غاز أعصاب)
في إكس (VX)، ويسمى أيضا غاز الأعصاب، هو مركب كيميائي اصطناعي شديد السمية في فئة الفوسفور العضوي، وعلى وجه التحديد، فوسفونات الثيوفوسفونات. وهو من فئة عوامل الأعصاب. تم تطويره للاستخدام العسكري في الحرب الكيميائية بعد ترجمة الاكتشافات السابقة لسمية الفوسفات العضوية في أبحاث مبيدات الآفات.
في شكله النقي، في إكس هو سائل عديم اللون، وغير متطاير نسبيا، مع اللون الأصفر إلى البني (حالة غير نقية). وبسبب انخفاض قدرته علي التطاير، يستقر الفي إكس في البيئات إلي أن يتم تشتيته.
في إكس، اختصار لـ«العامل السام إكس»، وهو أشهر ما يعرف إسترات التاملين، والتي تم تسميتها علي اسم عضو معهد أبحاث الدفاع الوطني السويدي الذي درس خواصها أولاً. الفي إكس من أكثر العوامل المعروفة من عوامل الأعصاب في.
يُصنف الآن علي أنه من عوامل الأعصاب الأوسع من سلسلة في، وقد استُخدم كسلاح كيميائي في هجمات مميتة مختلفة مسجلة. تحدث وفيات في إكس مع التعرض لكمية من الميليغرامات عن طريق الاستنشاق أو الامتصاص من خلال الجلد. وبالتالي، فإن الفي إكس أكثر فعالية من السارين، وهو عامل آخر للأعصاب له آلية عمل مشابهة. على أن هذا التعرض وهذه العوامل تعرقل بشدة إشارات الجسم بين الجهازين العصبي والعضلي، مما يؤدي إلى الحصار العصبي العضلي لفترات طويلة، والشلل الرخو في جميع عضلات الجسم بما في ذلك الحجاب الحاجز، والموت عن طريق الاختناق.
يكمن خطر الفي إكس، على وجه الخصوص، في التعرض المباشر للعامل الكيميائي المستمر حيث تم تشتيته، وليس من خلال تبخيره وتوزيعه كبخار (بمعنى أنه ليس «خطر بخار»).
يعتبر الفي إكس سلاح غير مُحدد بالمنطقة بسبب هذه الخصائص الفيزيائية والكيميائية. كسلاح كيميائي، يتم تصنيفه كسلاح للدمار الشامل، ويُحظر بموجب اتفاقية الأسلحة الكيميائية لعام 1993، حيث يتم حظر إنتاج وتكديس الـفي إكس الذي يزيد عن 100 غرام (3.53 أوقية) سنوياً، والاستثناء الوحيد هو «أغراض بحثية أو طبية أو صيدلانية خارج نطاق مرفق وحيد صغير الحجم بكميات لا تتجاوز 10 كيلوغرامات [22 رطل] في السنة لكل مرفق».

## الخواص الكميائية
الفي إكس ذو وزن جزيئي منخفض (FW 267)، وسائل في معظم الأوقات وتحت الظروف البيئية المعدلة، ودرجة حرارة الغرفة والاستوائية  (m.p حوالي 51 درجة مئوية)، وهو كاره للماء نسبيا، وله نقطة غليان عالية نسبيا (حوالي 300 درجة مئوية). في هذا الصدد، كعامل الحرب الكيميائية، تعتبر خصائصه الفيزيائية استثنائية إلى حد ما. في ذلك على سبيل المثال، انخفاض التقلب يعطيه استمرارا كبيرا في البيئة.
الفي إكس عديم الرائحة، ولا طعم له. ويمكن رشه كسوائل، كما في الهباء الجوي، أو كخليط مع الطين أو التالك في شكل عامل سميك.

## آلية العمل
يُعد الفي إكس (مثبط إستيراز الأسيتيل كولين) مادة تثبط الإنزيم المسؤول عن تكسير الأسيتيل كولين الموجود في النهايات العصبية،[بحاجة لمصدر] ويعمل عن طريق منع وظيفة الأسيتيل كولين إستراز (AChE).
عادة عندما يتم تحفيز الخلايا العصبية الحركية، فإنها تطلق أسيتيل كولين الناقل العصبي (ACH) إلى الفضاء بين العصبون وخلية العضلات المجاورة. عندما يتم أخذ الأستيل كولين بواسطة خلية العضلات، فإنه يحفز تقلص العضلات. لتجنب حالة الانكماش المستمر للعضلات، يتم بعد ذلك تكسير أستيل كولين (تحلل مائي) في المواد الخاملة لحمض الخليك والكولين بواسطة AChE. يمنع الفي إكس عمل AChE، مما يؤدي إلى تراكم أستيل كولين في المسافة بين الخلايا العصبية والخلية العضلية. على المستوى الجزيئي، هذا يؤدي إلى التحفيز المستمر والإجهاد في نهاية المطاف لجميع مستقبلات ACC المسكارينية والنيكوتينية المتضررة. وينتج عن ذلك تقلصات عنيفة أولية، تليها «تقبُّضٌ مستدامٌ مقيدٌ بالسوائل (الساركوبلازم) من الصفيحة الفرعية الوظيفية والحصار الطويل العصبي العضلي المستقطب.» [هذا الاقتباس بحاجة إلى تفسير طبي] يؤدي الحصار المطول إلى شلل رخو لكل العضلات في الجسم، وهذا شلل دائم من عضلة الحجاب الحاجز الذي يسبب الموت عن طريق الاختناق.
تراكم أستيل كولين في الدماغ يسبب أيضا استثارة عصبية، بسبب تنشيط مستقبلات النيكوتين وإطلاق الغلوتامات.

## إنتاج غاز الفي إكس في العالم
- حاول النظام العراقي بشدة إخفاء كميات من سائل (في إكس) التي خزّنها عن مفتشي الأمم المتحدة. وأنتج حوالي أربعة أطنان من مادة (في إكس) بين عامي 1988 و1990.[2]